# Monochamus ochreosparsus
Monochamus ochreosparsus är en skalbaggsart som beskrevs av Stefan von Breuning 1959. Monochamus ochreosparsus ingår i släktet Monochamus och familjen långhorningar. Inga underarter finns listade i Catalogue of Life.